# Сурен Золян
Сурен Золян (вірм. Սուրեն  Զոլյան; нар. 16 квітня 1955, Єреван) — вірменський учений, громадський діяч і письменник-публіцист. Колишній ректор Єреванського державного лінгвістичного університету ім. В. Я. Брюсова.

## Родина
Народився в родині перекладача з вірменської Тиграна Суреновича Золяна і поетеси Седи Костянтинівни Вермишевої.

## Освіта
У 1972 році, закінчивши середню школу № 8 Єревана, вступає на відділення російської мови і літератури філологічного факультету Єреванського державного університету, який з відзнакою закінчує в 1977 році. З цього ж року С. Золян поступає на роботу в Єреванський державний університет як старший лаборант, викладач (1979), доцент (1983), зав. кафедрою (1988—1992), професор (1995—1997).
У 1982 році стає кандидатом філологічних наук.
У 1985 році доцентом.
1988 — Доктор філологічних наук.
1989 — Професор.

## Поезія
- 1990 — книга перекладів з давньовірменської мови (грабар) на російську мову середньовічної вірменської духовної поезії V—XV століть «Шаракан» (Єреван, вид. «Советакан грох», серія «Пам'ятки давньвірменської літератури»)

Цей збірник російською мовою зібрав найбільш досконалі шаракани, в яких релігійна догматика поступається місце живому людському почуттю. До збірки увійшли твори таких видатних діячів вірменської ранньосередньовічної культури, як Месроп Маштоц, Саак Партев, Мовсес Хоренаці, Комітас, Нерсес Шноралі та ін

## Публіцистика
- 2001 — Нагірний Карабах: Проблема і конфликт

У цій монографії на конкретному матеріалі розглядається ряд методологічних і практичних проблем, пов'язаних з виникненням, розвитком і розширенням регіональних конфліктів. Дослідження ґрунтується на багатому фактичному і архівному матеріалі

## Статті
- 1991 — «Семантика і структура поетичного тексту» (вид-во Єреванського університету)
- Нерсес Шноралі: шлях вічного повернення